# Cristóvão Ferreira
Cristóvão Ferreira (c. 1580-1650) foi um jesuíta português, que notoriamente cometeu apostasia após ser torturado nos expurgos anticristãos do Japão. Nascido por volta de 1580, em Zibreira, Torres Novas, foi enviado para o Japão, onde missionou entre 1609 e 1633, chefiando os jesuítas durante a regência opressiva do xogunato Tokugawa. Detido em 1633, cometeu apostasia ao cabo de cinco horas de tortura, tornando-se o mais famoso dos «padres caídos». Mudou de nome para Sawano Chuan (em japonês: 沢野忠庵) e, em 1636, escreveu o livro intitulado A Decepção Revelada. Participou em julgamentos oficiais de outros jesuítas capturados. Morreu em Nagasáqui em 1650.
Em A Decepção Revelada, afirmou que Deus não criou o mundo e que, aliás, o mundo nunca foi criado; não existem inferno, paraíso ou predestinação; as crianças nado-mortas são inocentes do pecado original (que, em qualquer caso, não existe); o cristianismo foi uma invenção; pagamento de missas e indulgências, excomunhão, leis dietéticas, a virgindade de Maria, os  Reis Magos, são disparates pegados; a Ressurreição de Jesus não passa de uma burla desprovida de fundamento, ridícula, escandalosa; sacramentos e confissões não têm sentido; a Eucaristia é uma metáfora e o Juízo Final uma ilusão inacreditável.

## Cultura popular
Silêncio (em japonês: 沈黙; romaniz.: Chinmoku), romance escrito por Shusaku Endō, conta a história de um jovem jesuíta português, Sebastião Rodrigues (baseado no personagem histórico Giuseppe Chiara), que é enviado ao Japão para socorrer a igreja local e investigar os relatos de que o seu mentor, o padre Cristóvão Ferreira, teria cometido apostasia.
Em 2007, o realizador de cinema americano Martin Scorsese anunciou a intenção de levar ao ecrã uma adaptação do livro, que esperava filmar no verão de 2008. Em 2009, foi anunciado no sítio Empireonline.com que Daniel Day-Lewis (como Cristóvão Ferreira) e Benicio del Toro (como Sebastião Rodrigues) participariam no filme de Scorsese. 
Todavia, o papel de Cristóvão Ferreira acabou por ser confiado a Liam Neeson e o de Sebastião Rodrigues a Andrew Garfield.
O filme foi estreado em 2016 no Vaticano e logo após nos Estados Unidos. Em Portugal, estreou-se a 19 de janeiro de 2017 e, no Brasil, a 9 de março.

## Morte
Cristóvão Ferreira morreu em Nagasáqui em 1650. Pouco antes, supostamente, reconverteu-se ao cristianismo, foi torturado e morreu como mártir. [2]